# Helicobacter heilmannii
Helicobacter heilmannii е грам-негативна спирална бактерия, която колонизира стомаха и дванадесетопръстника. Това е вид характерен за прасета, котки и кучета и причинява остър и хроничен гастрит и дуоденит. Микроорганизът поразява и хора. На по-късен етап могат да доведат до язва на стомаха и дванадесетопръстника и рак. Видът е фенотипно сходен с Helicobacter pylori.